# Spiriferinida

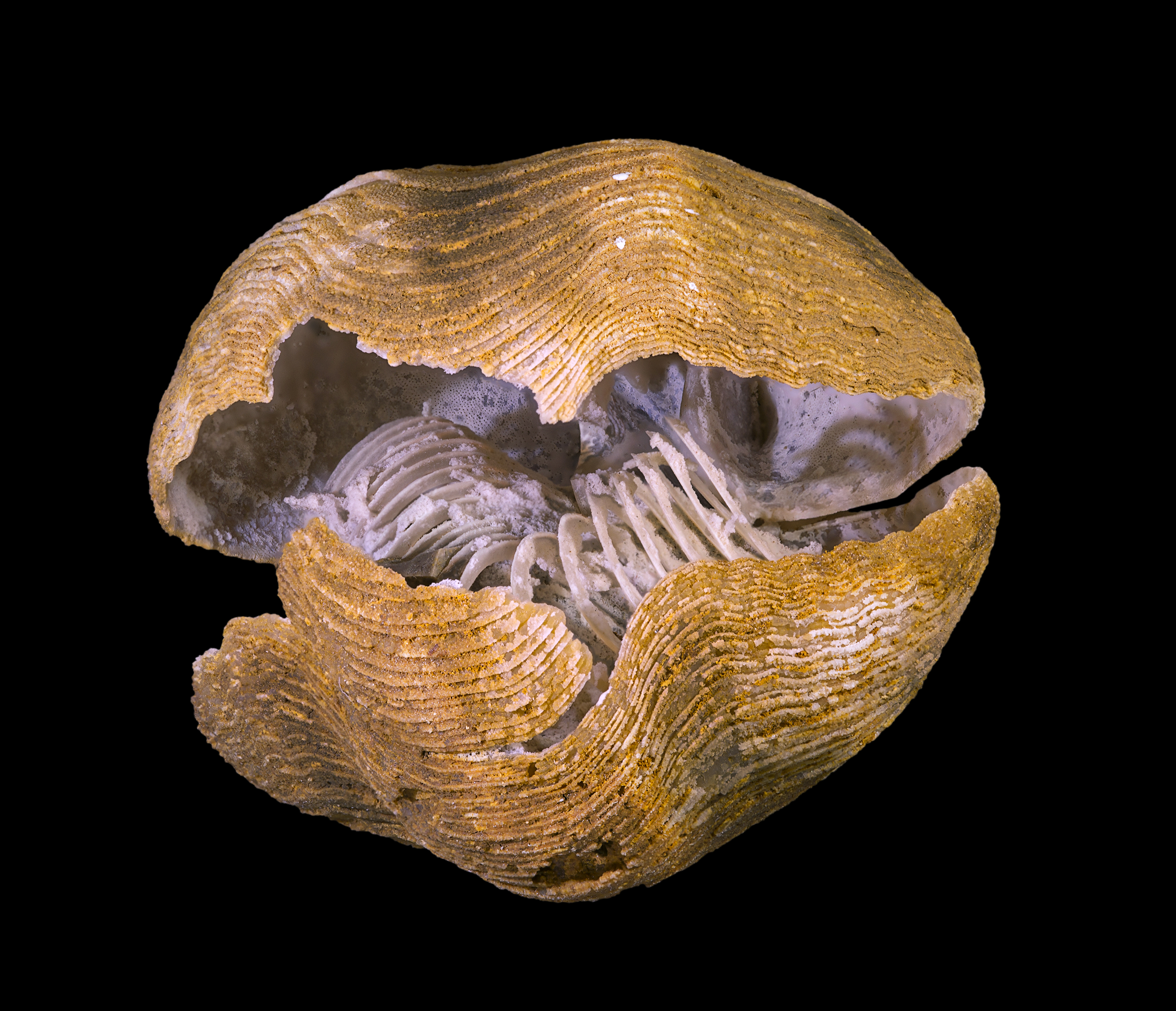
Liospiriferina rostrata, przedstawiciel spiriferinidów z liasu Francji. Rozwarta muszla od strony przedniej; we wnętrzu widoczne spiralium.

Spiriferinida – wymarły rząd ramienionogów żyjących od dewonu do jury.

## Charakterystyka
Spiriferinida należą do podtypu Rhynchonelliformea, odpowiadającego w przybliżeniu dawniej wyróżnianej gromadzie ramienionogów zawiasowych (Articulata), którego przedstawiciele odznaczają się wapienną muszlą i obecnością zawiasów. W obrębie tego podtypu należą do gromady Rhynchonellata, wyróżnianej na podstawie mikrostruktury muszli.
Spiriferinidy charakteryzują się szkieletem lofoforu (brachidium) w formie spiralium ułożonego bocznie (lateralnie) lub tylno-bocznie (postero-lateralnie), obecnością jugum i perforowaną (ang. punctate) muszlą. Dwie ostatnie cechy pozwalają na odróżnienie spiriferinidów od spiriferidów (s.s.); dawniejsi systematycy nie odróżniali tych dwóch rzędów.

## Występowanie
Jednym z najbardziej znanych przedstawicieli spiriferinidów jest rodzaj Cyrtina o szerokim rozmieszczeniu paleogeograficznym i długim zasięgu stratygraficznym. Cyrtiny znane są od wczesnego dewonu po karbon z wielu miejsc na całym świecie. Ostatni przedstawiciele tego rzędu wymarli w toarku.
W Polsce cyrtiny występują na przykład w środkowodewońskiej formacji skalskiej. Przedstawiciele spiriferinidów występują również w triasie Śląska oraz Tatr.

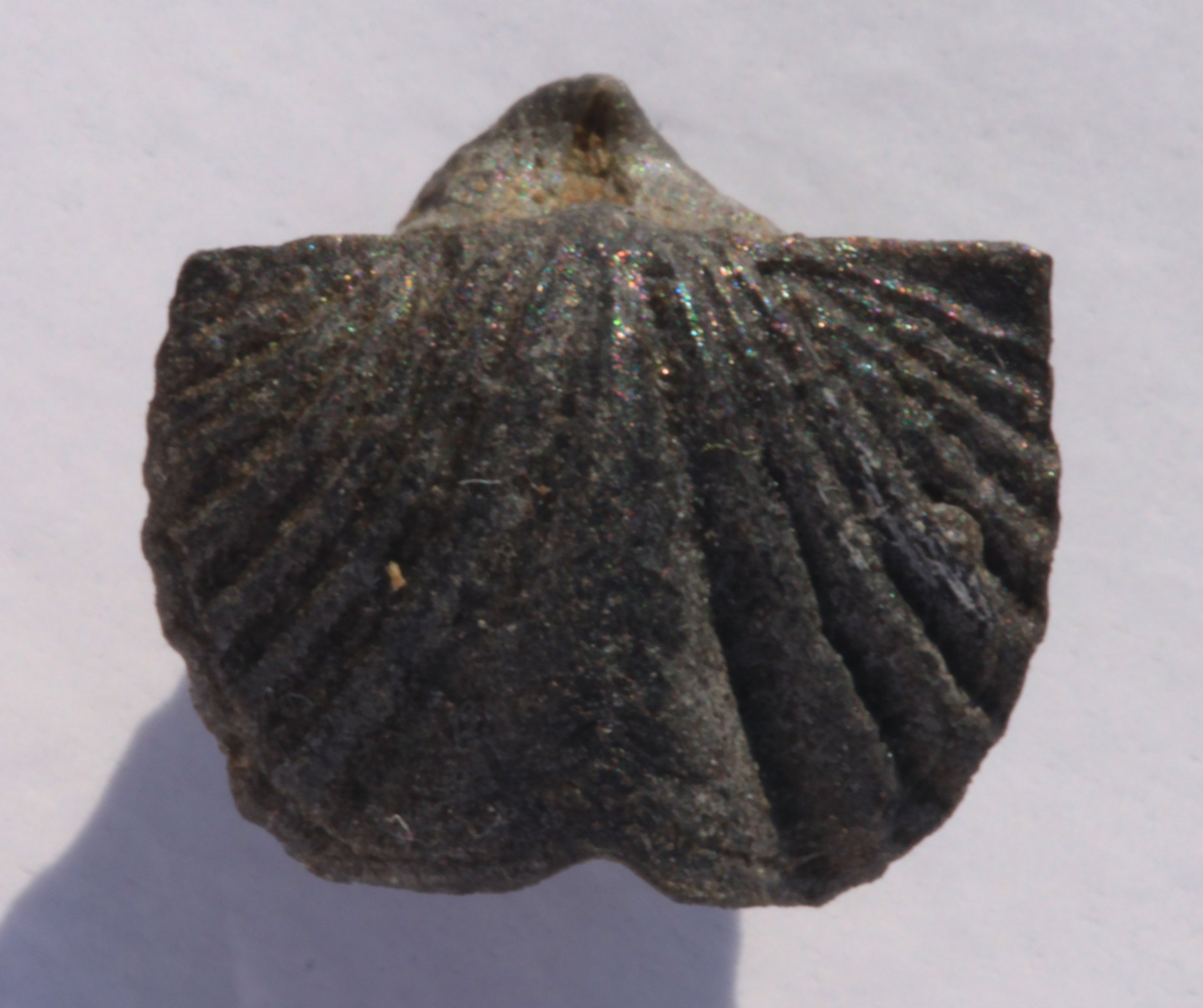
Cyrtina multiplicata (żywet Hiszpanii), widok muszli od strony skorupki grzbietowej
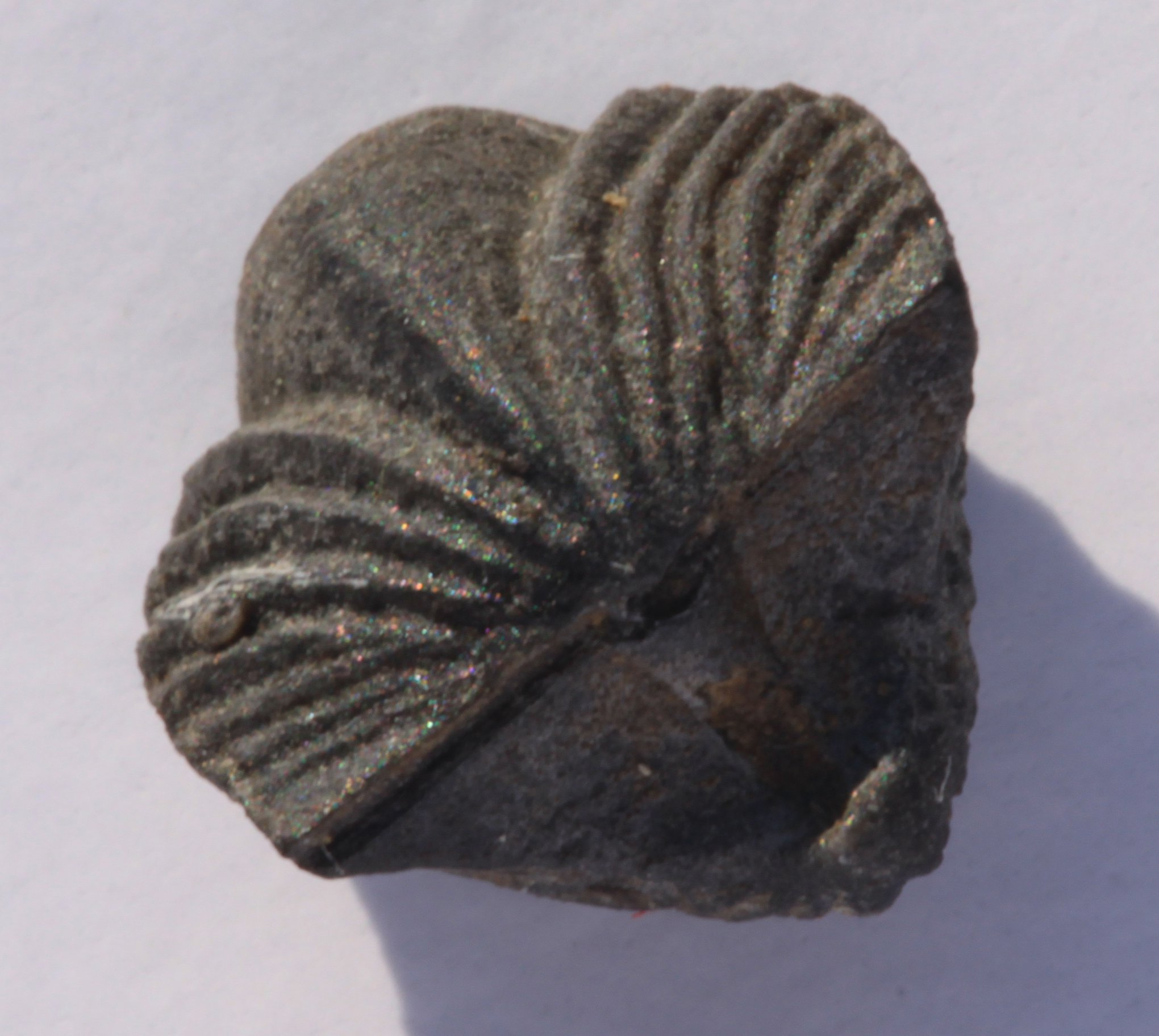
Widok ukośny, pokazujący skorupkę grzbietową i areę brzuszną z deltyrium
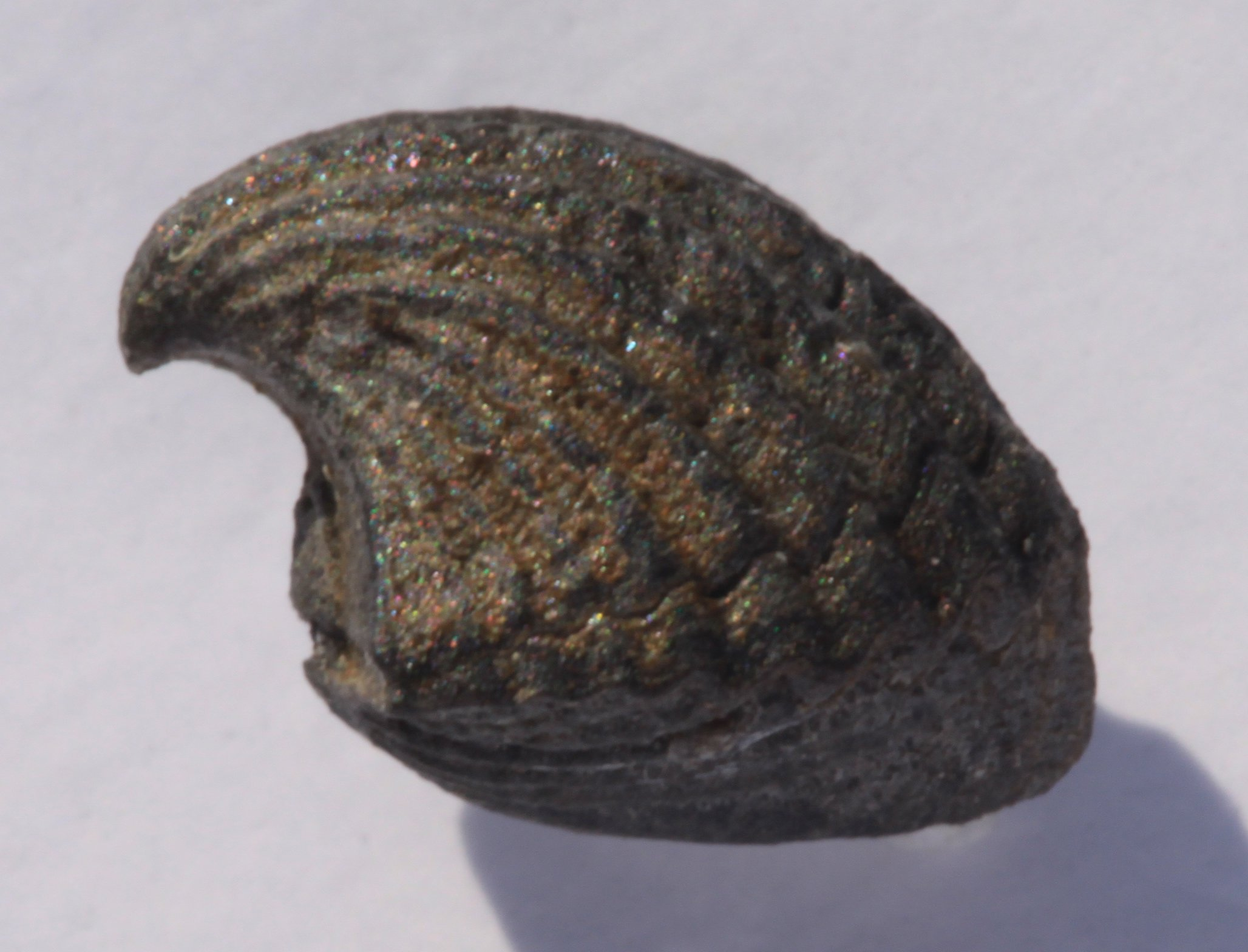
Widok z boku, skorupka brzuszna w górnej części figury, grzbietowa w dolnej
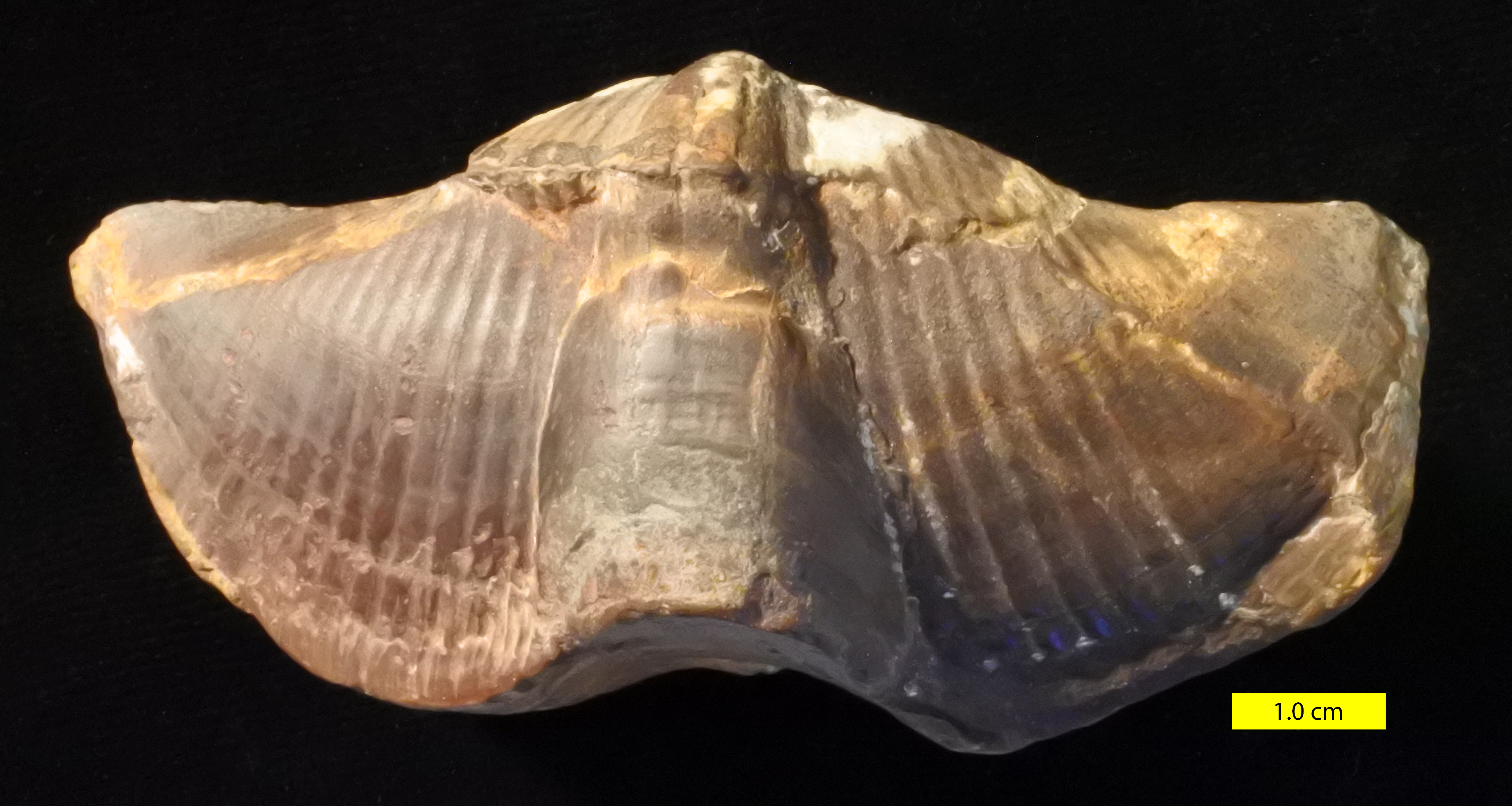
Syringothyris texta (karbon Ohio)
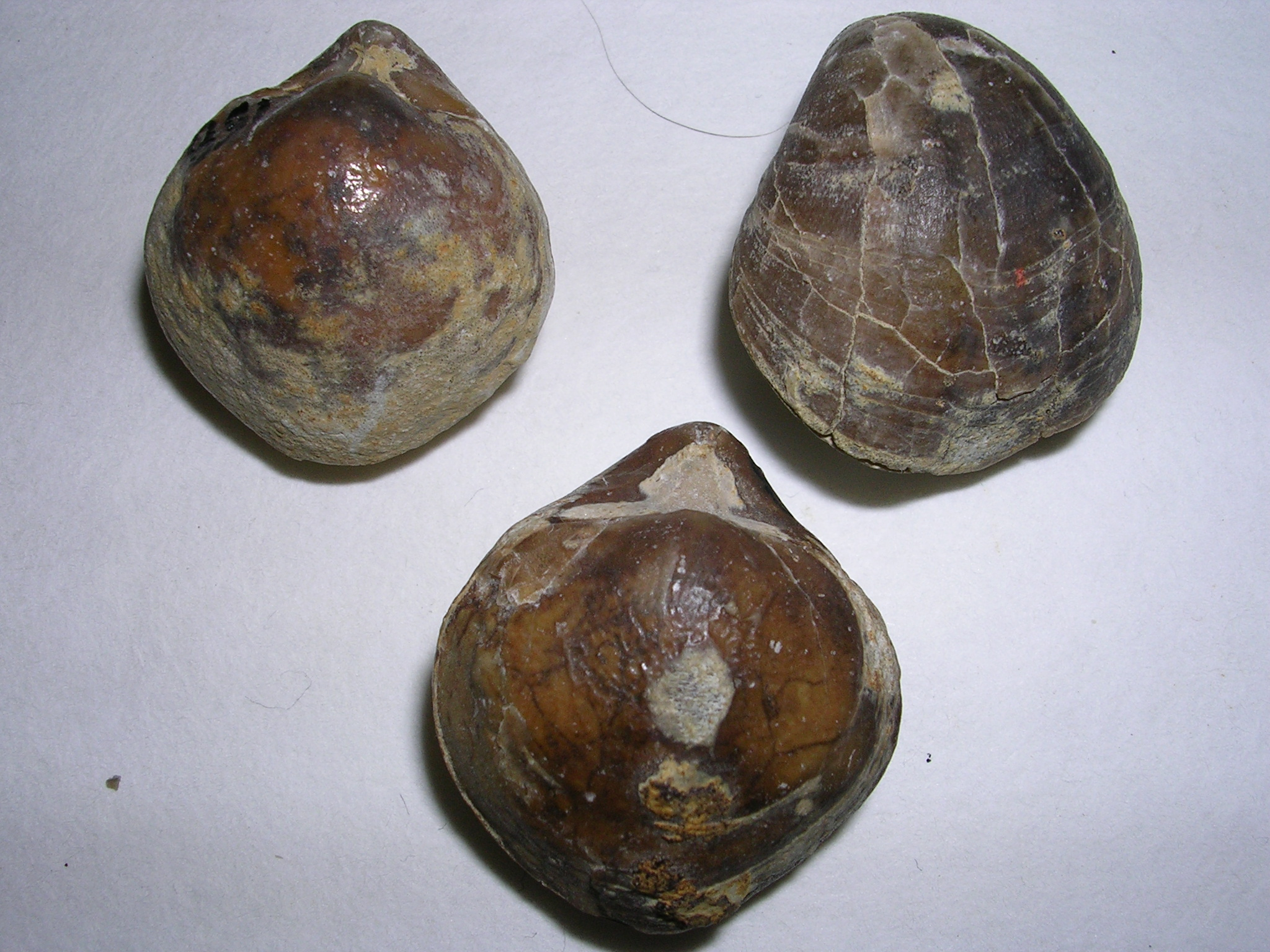
Liospiriferina rostrata (lias Hiszpanii)